# Arenillas de Ríopisuerga
Arenillas de Ríopisuerga är en ort i Spanien. Den ligger i provinsen Provincia de Burgos och regionen Kastilien och Leon, i den norra delen av landet, 220 km norr om huvudstaden Madrid. Arenillas de Ríopisuerga ligger 789 meter över havet och antalet invånare är 219.
Terrängen runt Arenillas de Ríopisuerga är platt. Runt Arenillas de Ríopisuerga är det mycket glesbefolkat, med 6 invånare per kvadratkilometer. Närmaste större samhälle är Melgar de Fernamental, 5,3 km norr om Arenillas de Ríopisuerga. Trakten runt Arenillas de Ríopisuerga består till största delen av jordbruksmark.